# Strupovitost peckovin

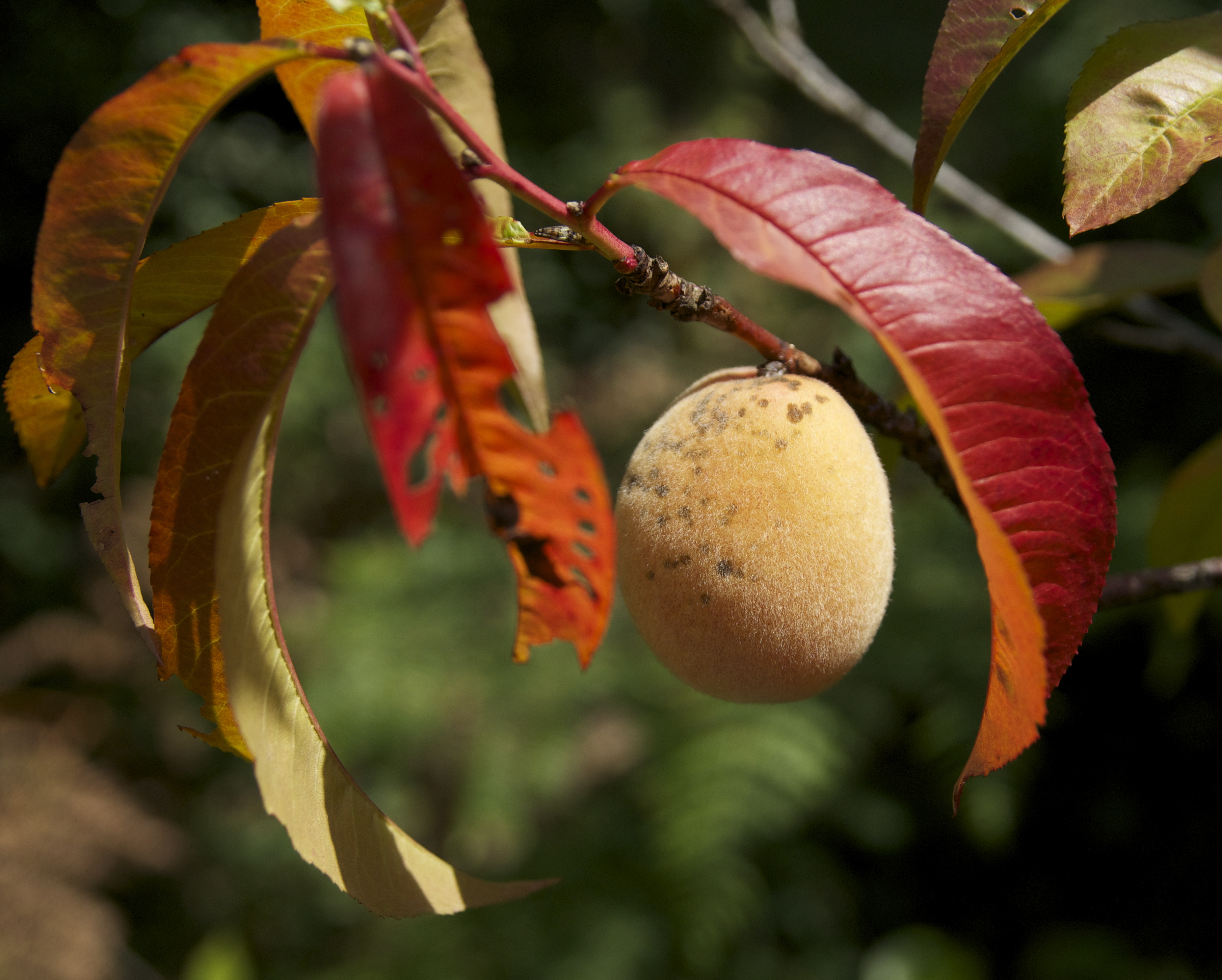
Broskev se strupovitostí.

Strupovitost peckovin je houbová choroba některých druhů peckovin způsobená houbou Venturia carpophila (synonymum Cladosporium carpophilum, Fusicladium amygdali, Fusicladium carpophilum, Fusicladium pruni, Fusicladosporium carpophilum, Megacladosporium carpophilum, Thelephora vorticosa). Houba parazituje především meruňky, broskvoně a mandloně. Vyznačuje se 1–4mm velkými skvrnami na listech, letorostech a především plodech, které jsou často lokalizovány převážně v okolí stopky. Nejvýznamnější jsou poškození plodů. Jsou výrazné odrůdové rozdíly v citlivosti k strupovitosti. Silně je napadána např. meruňka Paviot a z broskvoní pak především tzv. vinohradnické semenáče.  Původce choroby byl popsán v roce 1961 australským mykologem Eileen E. Fisher. Strupovitost peckovin se šíří zejména za vlhkého a teplého počasí (optimum 20–25 °C).

## Symptomy
Choroba napadá zejména listy, plody a letorosty. Nejčastěji bývají poškozeny plody v zahuštěných výsadbách a ve spodních částech severní strany koruny. Na plodech se vytvářejí drobné (1 až 5 mm), okrouhlé, olivově šedé až šedočerné skvrny, často s tmavším lemem. Počet skvrn na mladých plodech narůstá, spojují se, skvrny tmavnou, korkovatějí a při větším počtu se spojují v nepravidelné plochy. Skvrny jsou většinou lokalizovány v blízkosti stopky (na horní části plodů). Výjimečně dochází k nekrózám a vypadávání pletiv. U meruněk dochází při časném napadení ke korkovatění slupky. Napadené plody nerostou, jsou deformované a často praskají a následně jsou napadány moniliovou hnilobou. Letorosty jsou poškozovány především u mandloní. Skvrny na letorostech jsou oválného tvaru. Napadení listů strupovitostí peckovin je málo významné. Středy skvrn na listech hnědnou a usychají.

## Význam
Hospodářsky může choroba negativně ovlivnit výnos, jeho snížením a významně snížit i kvalitu plodů.

## Vývojový cyklus
Infekce začíná na jaře, kdy vhodné teploty a vlhkost podporuje šíření askospor. Přezimuje podhoubí v lézích na letorostech nebo chlamydospory na povrchu kůry.

## Ochrana rostlin

### Prevence
Vhodnou prevencí je dostatečný spon, pravidelný průklest, a výběr stanoviště i rezistentních odrůd a kultivarů.

### Ošetření při výskytu
U meruněk omezují výskyt přípravky Baycor 25 WP, Syllit 65 WP, Talent, u broskvoní přípravky Kumulus WG, Sulikol K. Proti této chorobě není vypracována speciální ochrana a k omezení výskytu choroby většinou postačuje fungicidní ošetření proti ostatním chorobám.